# 切里县 (内布拉斯加州)
切里縣（英語：Cherry County）是美国內布拉斯加州北部的一個郡，北鄰南达科他州，面積6,010平方英里，是全州面積最大的縣 （比康乃狄克州更大）。根據2020年美國人口普查，切里縣共有人口5,455人。切里縣的縣治為瓦倫泰恩。該縣成立於1883年2月23日，而縣政府則成立於同年4月4日；縣名是為了紀念第五騎兵團中尉薩繆爾·A·切里。

## 地理
根據2000年人口普查，切里縣總面積為6,010平方英里（15,600平方），其中有5,961平方英里（15,440平方），即99.18%為陸地；49平方英里（130平方），即0.82%為水域。。切里縣是內布拉斯加州中面積最大的縣份，亦是美國面積第44大的縣份。其面積比康乃狄克州、特拉华州和羅德島州還要大。切里縣完全位於沙丘區域內。

### 毗邻县
切里縣除了是內布拉斯加州中面積最大的縣份，亦是州中毗邻县數量最多的縣份。其毗邻县數量達到11個，其中7個位於內布拉斯加州中，四個位於南达科他州中。以下為切里縣的毗邻县。
- 南达科他州 本尼特縣：北方
- 南达科他州 托德縣：北方
- 南达科他州 特里普縣：東北方
- 內布拉斯加州 布朗縣：東方
- 內布拉斯加州 基亞帕哈縣：東方
- 內布拉斯加州 布萊恩縣：東南方
- 內布拉斯加州 格蘭特縣：南方
- 內布拉斯加州 托马斯县：南方
- 內布拉斯加州 胡克爾縣：南方
- 內布拉斯加州 謝里敦縣：西方
- 南达科他州 奧格拉拉-拉科塔郡：西北方

## 人口

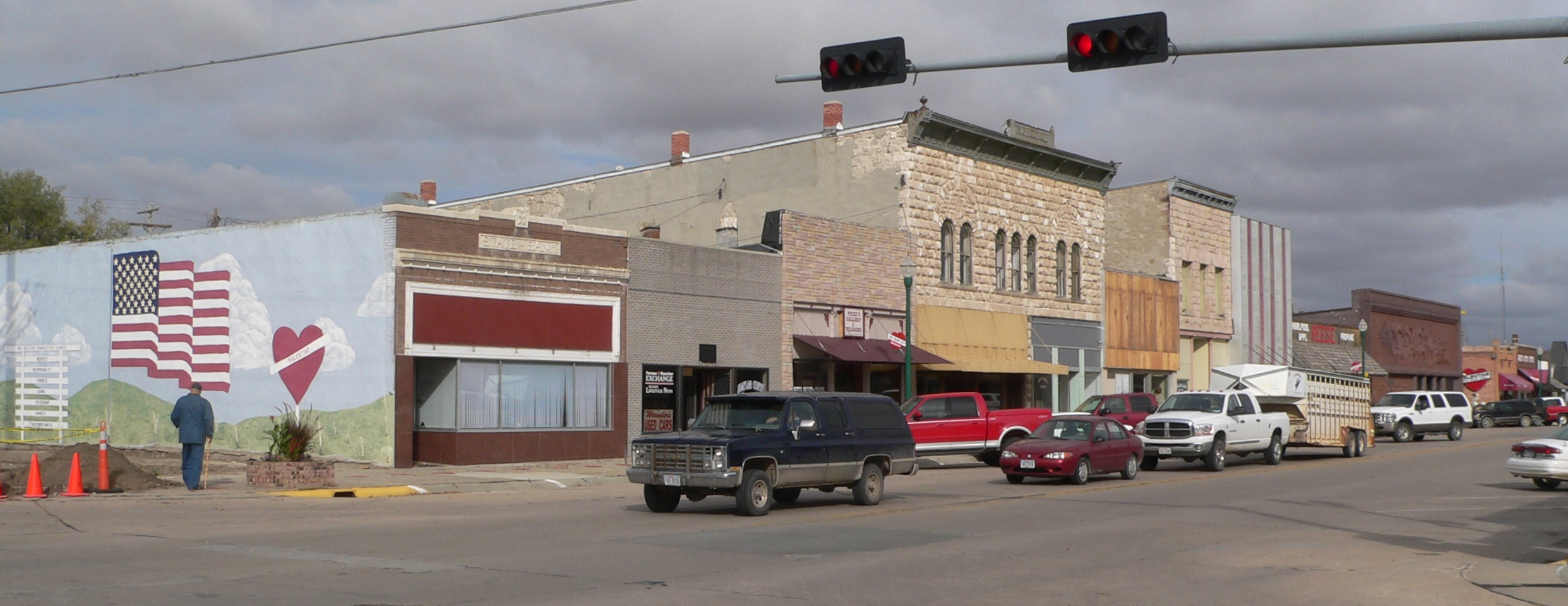
瓦倫泰恩的主街道

根據2000年人口普查，切里縣擁有6,148居民、2,508住戶和1,710家庭。。其人口密度為每平方英里1.02居民（每平方公里0.39居民）。切里縣擁有3,220間房屋单位，其密度為每平方英里0.54間（每平方公里0.21間）。切里縣的人口是由94.19%白人、0.07%非裔、3.25%原住民、0.42%亞裔、0.02%太平洋岛民、0.33%其他種族和1.72%混血构成。而西班牙裔或拉丁美洲裔佔了人口0.93%。在94.19%白人當中，有38.5%為德裔、12.6%為英裔、以及11.1%為愛爾蘭裔。
在2,508住户中，有31.70%擁有一個或以上的兒童（18歲以下）、57.90%為夫妻、6.90%為單親家庭、而有31.80%為非家庭。其中28.90%住户為獨居，12.70%為同居長者。平均每戶有2.42人，而平均每個家庭則有2.98人。在6,148居民中，有27.00%為18歲以下、6.20%為18至24歲、25.50%為25至44歲、24.00%為45至64歲以及17.30%為65歲以上。人口的年齡中位數為39歲，每100個女性就有98.80個男性。而每100個成年女性（18歲以上）就有93.60個成年男性。
切里縣的住戶收入中位數為$29,268，而家庭收入中位數則為$36,500。男性的收入中位數為$23,705，而女性的收入中位數則為$17,277。切里縣的人均收入為$15,943。約9.60%家庭和12.30%人口在貧窮線以下。